# Джайпурхат
Джайпурхат или Джойпурхат (бенг. জয়পুরহাট) — город и муниципалитет на северо-западе Бангладеш, административный центр одноимённого округа и подокруга Джайпурхат-Садар. Площадь города равна 18,53 км². По данным переписи 2001 года, в городе проживало 56 323 человека, из которых мужчины составляли 51,60 %, женщины — соответственно 48,40 %. Уровень грамотности взрослого населения составлял 51,4 % (при среднем по Бангладеш показателе 43,1 %).